# Davayat
Davayat est une commune française située dans le département du Puy-de-Dôme en région Auvergne-Rhône-Alpes.
Proche de la ville de Riom, elle fait aussi partie de l'aire d'attraction de Clermont-Ferrand.

## Géographie

### Localisation
Davayat est située au nord du département du Puy-de-Dôme.
Cinq communes sont limitrophes :
|                   | Beauregard-Vendon      |                     |
| Gimeaux           | Davayat                | Chambaron-sur-Morge |
| Yssac-la-Tourette | Saint-Bonnet-près-Riom |                     |

### Transports
Le territoire communal est traversé par l'autoroute à deux numéros A71-A89, ainsi que par les routes départementales 2144 (ancienne route nationale 144 reliant Riom à Combronde et Montluçon), 17 (Gimeaux – Cellule) et 404 (vers Yssac-la-Tourette). L'accès le plus proche à l'autoroute est à Combronde.

## Toponymie
Le nom de Davayat vient de « Dauaiacon », toponyme de langue gauloise qui signifie « domaine de Darsios ». Ce dernier est un nom de chef local gaulois qui signifie « feu éternel ».

### Climat
Pour des articles plus généraux, voir Climat d'Auvergne-Rhône-Alpes et Climat du Puy-de-Dôme.
En 2010, le climat de la commune est de type climat océanique dégradé des plaines du Centre et du Nord, selon une étude du Centre national de la recherche scientifique s'appuyant sur une série de données couvrant la période 1971-2000. En 2020, Météo-France publie une typologie des climats de la France métropolitaine dans laquelle la commune est exposée à un climat de montagne ou de marges de montagne et est dans la région climatique Nord-est du Massif Central, caractérisée par une pluviométrie annuelle de 800 à 1 200 mm, bien répartie dans l’année.
Pour la période 1971-2000, la température annuelle moyenne est de 10,9 °C, avec une amplitude thermique annuelle de 16,5 °C. Le cumul annuel moyen de précipitations est de 661 mm, avec 8,5 jours de précipitations en janvier et 6,8 jours en juillet. Pour la période 1991-2020, la température moyenne annuelle observée sur la station météorologique de Météo-France la plus proche, « Sayat_sapc », sur la commune de Sayat à 14 km à vol d'oiseau, est de 11,2 °C et le cumul annuel moyen de précipitations est de 776,1 mm,. Pour l'avenir, les paramètres climatiques de la commune estimés pour 2050 selon différents scénarios d'émission de gaz à effet de serre sont consultables sur un site dédié publié par Météo-France en novembre 2022.

## Urbanisme

### Typologie
Au 1er janvier 2024, Davayat est catégorisée commune rurale à habitat dispersé, selon la nouvelle grille communale de densité à sept niveaux définie par l'Insee en 2022.
Elle est située hors unité urbaine. Par ailleurs la commune fait partie de l'aire d'attraction de Clermont-Ferrand, dont elle est une commune de la couronne,. Cette aire, qui regroupe 209 communes, est catégorisée dans les aires de 200 000 à moins de 700 000 habitants,.

### Occupation des sols
L'occupation des sols de la commune, telle qu'elle ressort de la base de données européenne d’occupation biophysique des sols Corine Land Cover (CLC), est marquée par l'importance des territoires agricoles (87,6 % en 2018), en diminution par rapport à 1990 (88,9 %). La répartition détaillée en 2018 est la suivante : terres arables (67,3 %), zones agricoles hétérogènes (20,4 %), zones urbanisées (12 %), forêts (0,4 %). L'évolution de l’occupation des sols de la commune et de ses infrastructures peut être observée sur les différentes représentations cartographiques du territoire : la carte de Cassini (XVIIIe siècle), la carte d'état-major (1820-1866) et les cartes ou photos aériennes de l'IGN pour la période actuelle (1950 à aujourd'hui).

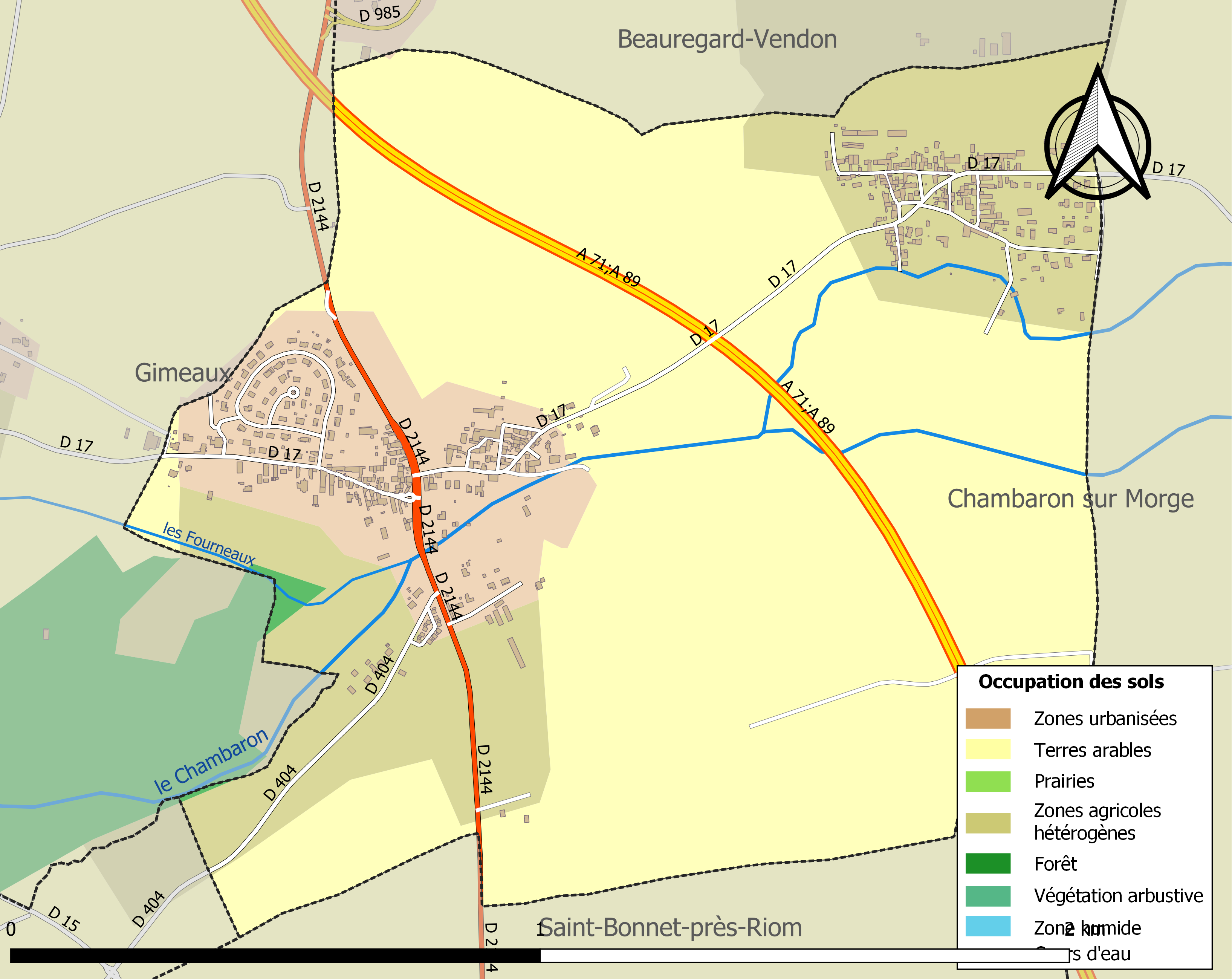
Carte des infrastructures et de l'occupation des sols de la commune en 2018 (CLC).

## Histoire
Le nom de Davayat signale une occupation dès l'époque gauloise (voir section Toponymie).
Une voie romaine menant de Augustonemetum (Clermont-Ferrand) à Avaricum (Bourges) passait à Davayat devant un temple gaulois remplacé beaucoup plus tard par l'église Saint-Julien.
De cette voie de circulation subsiste une borne milliaire, demi cylindre en grès visible aujourd'hui sur le parvis de l'église.
Jusque dans les années 1890, Davayat se composait de trois hameaux : le Mas (à l'est), Davayat (le château et ses dépendances) et Montotoute (à l'ouest).
L'église Saint-Julien était à l'extérieur du village jusqu'à la construction du lotissement des Coupades dans les années 1980.

## Politique et administration

### Découpage territorial
La commune de Davayat est membre de la communauté de communes Combrailles Sioule et Morge, un établissement public de coopération intercommunale (EPCI) à fiscalité propre créé le 1er janvier 2017 dont le siège est à Manzat. Ce dernier est par ailleurs membre d'autres groupements intercommunaux. Jusqu'en 2016, elle était membre de la communauté de communes des Côtes de Combrailles.
Sur le plan administratif, elle est rattachée à l'arrondissement de Riom, à la circonscription administrative de l'État du Puy-de-Dôme et à la région Auvergne-Rhône-Alpes. Jusqu'en mars 2015, elle faisait partie du canton de Combronde.
Sur le plan électoral, elle dépend du canton de Saint-Georges-de-Mons pour l'élection des conseillers départementaux, depuis le redécoupage cantonal de 2014 entré en vigueur en 2015, et de la deuxième circonscription du Puy-de-Dôme pour les élections législatives, depuis le dernier découpage électoral de 2010 (sixième circonscription avant 2010).

### Élections municipales et communautaires

#### Élections de 2020
Le conseil municipal de Davayat, commune de moins de 1 000 habitants, est élu au scrutin majoritaire plurinominal à deux tours avec candidatures isolées ou groupées et possibilité de panachage. Compte tenu de la population communale, le nombre de sièges à pourvoir lors des élections municipales de 2020 est de 15. La totalité des quinze candidats en lice est élue dès le premier tour, le 15 mars 2020, avec un taux de participation de 53,78 %.

#### Chronologie des maires
| Période                                  | Période                         | Identité         | Étiquette | Qualité  |
| ---------------------------------------- | ------------------------------- | ---------------- | --------- | -------- |
| Les données manquantes sont à compléter. |                                 |                  |           |          |
| mars 2008                                | mai 2020                        | Pascal Caillet   |           |          |
| mai 2020                                 | En cours (au 21 septembre 2021) | Jean-Louis Fabre |           | Retraité |

## Population et société

### Démographie
L'évolution du nombre d'habitants est connue à travers les recensements de la population effectués dans la commune depuis 1793. Pour les communes de moins de 10 000 habitants, une enquête de recensement portant sur toute la population est réalisée tous les cinq ans, les populations de référence des années intermédiaires étant quant à elles estimées par interpolation ou extrapolation. Pour la commune, le premier recensement exhaustif entrant dans le cadre du nouveau dispositif a été réalisé en 2007.

En 2022, la commune comptait 646 habitants, en évolution de +7,13 % par rapport à 2016 (Puy-de-Dôme : +2,1 %, France hors Mayotte : +2,11 %).
| 1793 | 1800 | 1806 | 1821 | 1831 | 1836 | 1841 | 1846 | 1851 |
| ---- | ---- | ---- | ---- | ---- | ---- | ---- | ---- | ---- |
| 372  | 363  | 409  | 521  | 582  | 600  | 604  | 572  | 595  |

| 1856 | 1861 | 1866 | 1872 | 1876 | 1881 | 1886 | 1891 | 1896 |
| ---- | ---- | ---- | ---- | ---- | ---- | ---- | ---- | ---- |
| 605  | 610  | 556  | 525  | 530  | 515  | 501  | 480  | 454  |

| 1901 | 1906 | 1911 | 1921 | 1926 | 1931 | 1936 | 1946 | 1954 |
| ---- | ---- | ---- | ---- | ---- | ---- | ---- | ---- | ---- |
| 445  | 435  | 405  | 323  | 319  | 284  | 277  | 235  | 262  |

| 1962 | 1968 | 1975 | 1982 | 1990 | 1999 | 2006 | 2007 | 2012 |
| ---- | ---- | ---- | ---- | ---- | ---- | ---- | ---- | ---- |
| 250  | 252  | 243  | 421  | 508  | 510  | 558  | 565  | 567  |

| 2017 | 2022 | - | - | - | - | - | - | - |
| ---- | ---- | - | - | - | - | - | - | - |
| 610  | 646  | - | - | - | - | - | - | - |

### Enseignement
Davayat dépend de l'académie de Clermont-Ferrand et gère une école élémentaire publique.
Les élèves poursuivent leur scolarité à Riom, au collège Michel-de-l'Hospital puis au lycée Virlogeux ou Pierre-Joël-Bonté.

## Culture locale et patrimoine

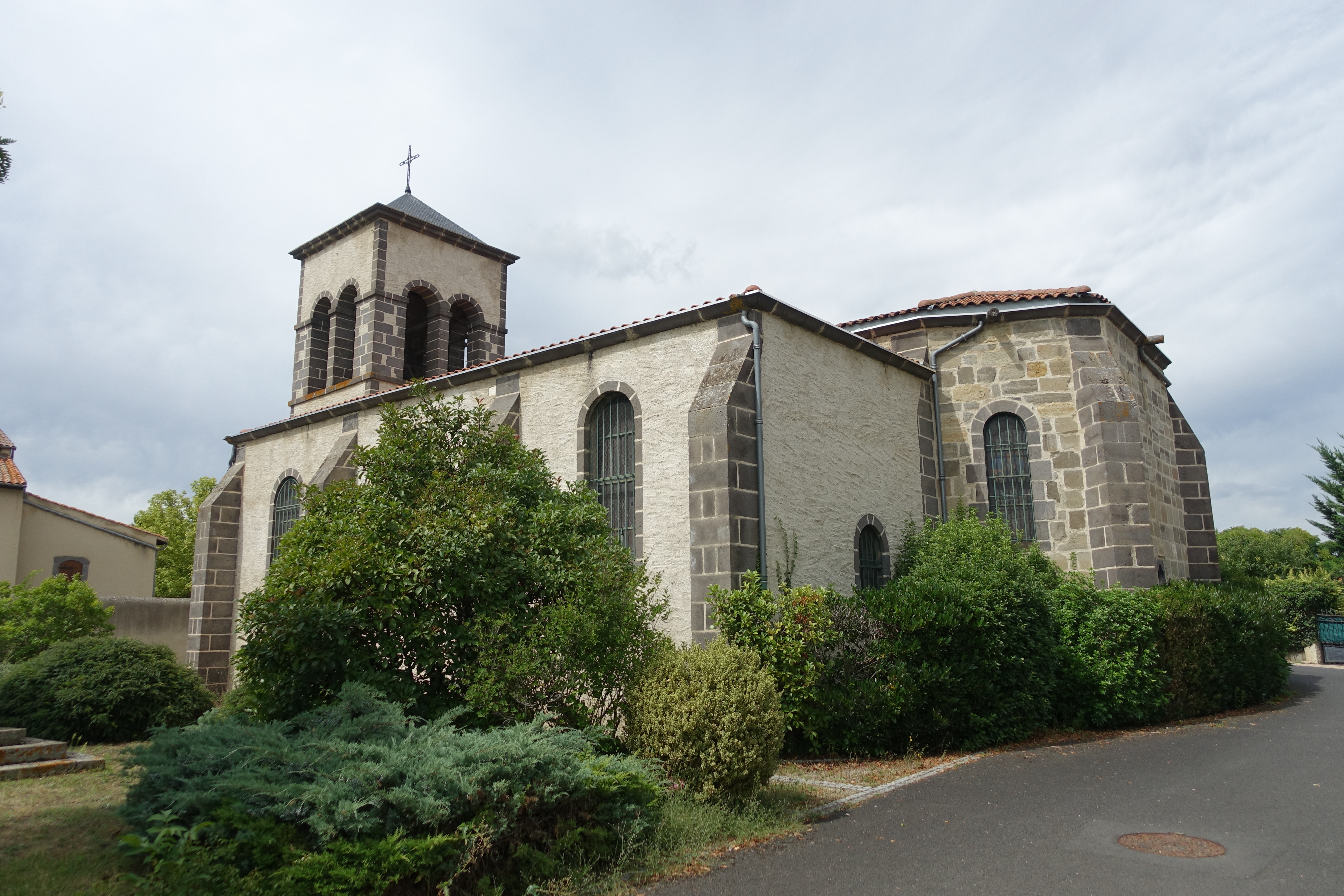
Eglise Saint-Julien.

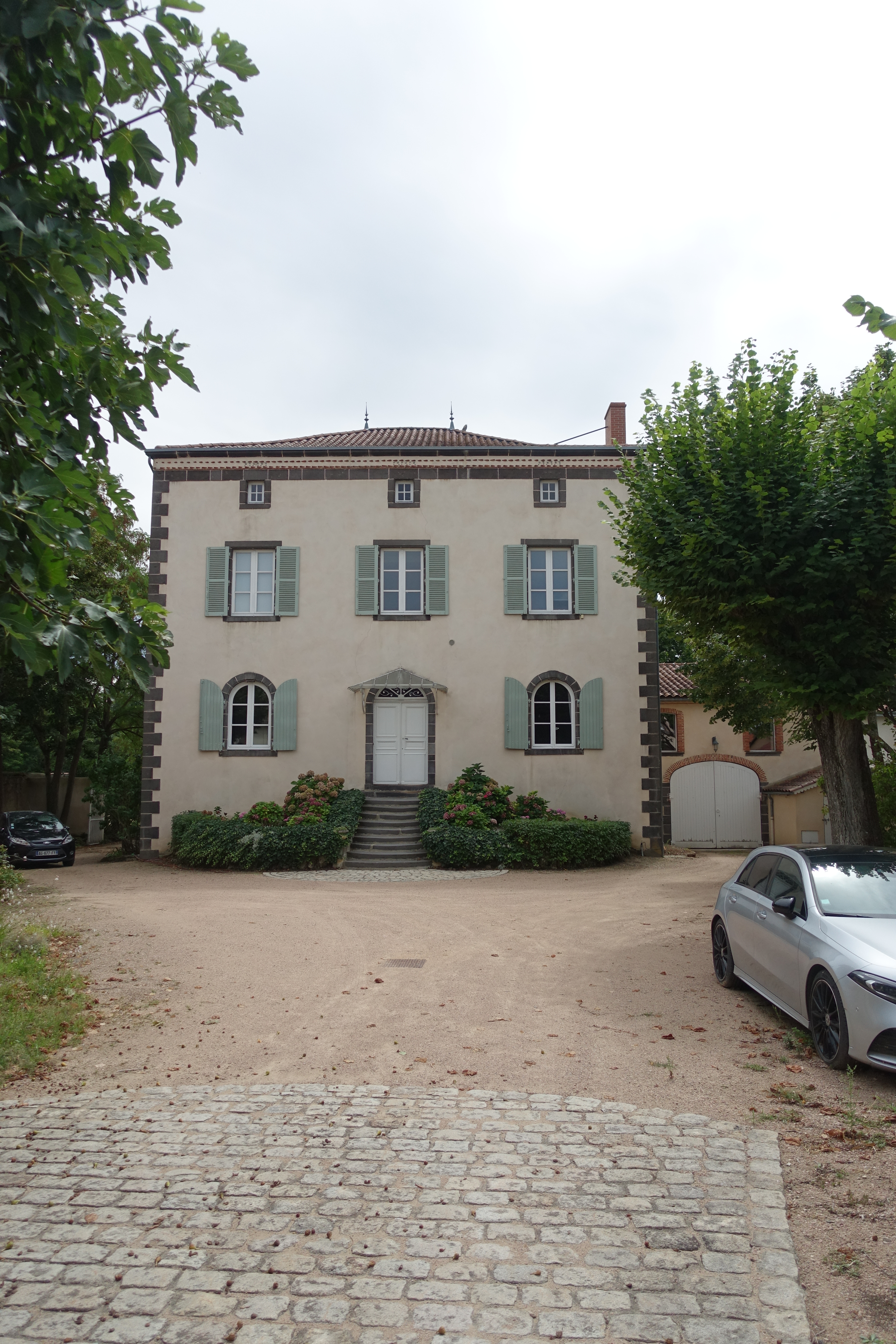
Maison de la Treille

### Lieux et monuments
On trouve au hameau de Davayat, autour de l'église Saint-Julien :
- le menhir de Montotoute, classé monument historique en 1889, autrefois appelé « pierre de Montotoux » (de Teutatès, dieu gaulois) se trouve maintenant dans la cour d'une maison vigneronne,
- une borne milliaire romaine anépigraphe dressée sur la place de l'église, (c'est-à-dire ne comportant pas d'inscription). Elle se trouvait sur le tracé d'une ancienne voie romaine. Sa section est celle d'un demi-cylindre,
- la pierre de sainte Flamine, en arkose, dressée place de l'église, fut identifiée au XIXe siècle comme un « autel de sacrifice druidique ». Selon la croyance populaire, les entailles figurant sur cette pierre seraient les empreintes des genoux de Flaminia, martyre chrétienne originaire de Montaclier (commune de Gimeaux) qui, à la fin du IIIe siècle, eut la tête tranchée sur ordre du gouverneur d'Auvergne Blasius ou Eulasius. La tête de sainte Flamine fut jetée dans le puits voisin du temple en ruine de Teutatès,
- le puits sacré autour duquel l'église Saint-Julien a été construite. Sa légende rapporte qu'il était à l'origine associé à un vieux temple gaulois de Teutatès, déjà abandonné à l'époque du martyre de sainte Flamine et que les bourreaux y ont jeté la tête de la jeune fille décapitée. L'eau de ce puits aurait la vertu de guérir les maladies liées aux yeux,
- le château de Davayat,
- la Maison de la Treille, inscrite monument historique, construite vers 1830 par l'architecte Degeorges[30].